# Friendly (Maryland)
Friendly es un lugar designado por el censo ubicado en el condado de Prince George en el estado estadounidense de Maryland. En el Censo de 2010 tenía una población de 9.250 habitantes y una densidad poblacional de 731,7 personas por km².

## Geografía
Friendly se encuentra ubicado en las coordenadas 38°45′50″N 76°58′16″O / 38.76389, -76.97111. Según la Oficina del Censo de los Estados Unidos, Friendly tiene una superficie total de 12.64 km², de la cual 12.63 km² corresponden a tierra firme y (0.1%) 0.01 km² es agua.

## Demografía
Según el censo de 2010, había 9.250 personas residiendo en Friendly. La densidad de población era de 731,7 hab./km². De los 9.250 habitantes, Friendly estaba compuesto por el 8.8% blancos, el 79.59% eran afroamericanos, el 0.29% eran amerindios, el 4.75% eran asiáticos, el 0.04% eran isleños del Pacífico, el 4.1% eran de otras razas y el 2.43% pertenecían a dos o más razas. Del total de la población el 7.6% eran hispanos o latinos de cualquier raza.